# Archidendron lucyi
Archidendron lucyi är en ärtväxtart som beskrevs av Ferdinand von Mueller. Archidendron lucyi ingår i släktet Archidendron och familjen ärtväxter. Inga underarter finns listade i Catalogue of Life.

## Bildgalleri

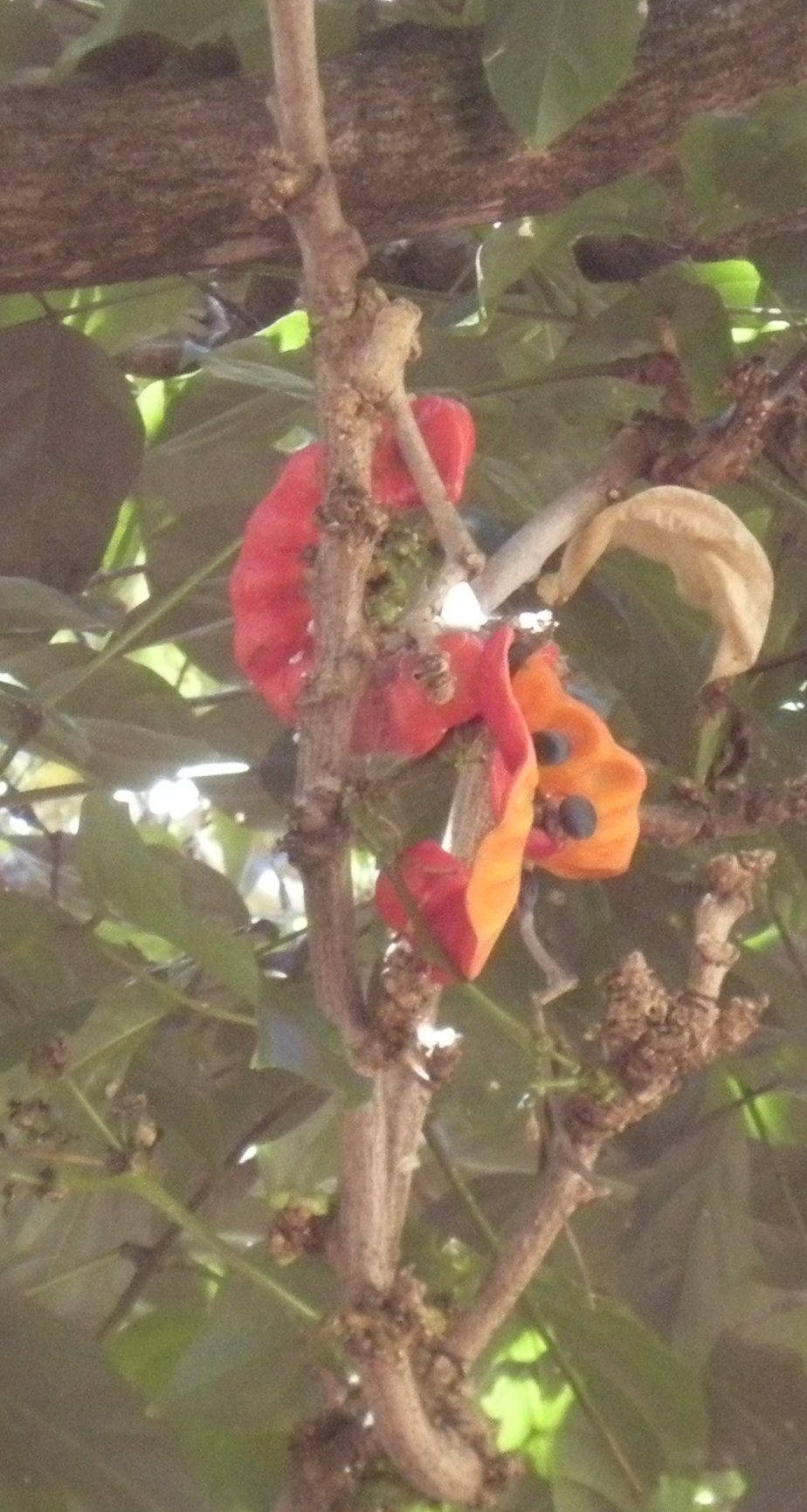